# Флорида (река)
Флорида (англ. Florida River) — река в США, в юго-западной части штата Колорадо. Приток реки Анимас, которая в свою очередь является притоком реки Сан-Хуан. Длина составляет 99,3 км.
Река вытекает из озера Лилли. Впадает в реку Анимас к югу от городка Дуранго, на юге индейской резервации Саутен-Юте, вблизи границы со штатом Нью-Мексико.